# Hans Krankl
Johann ("Hans") Krankl (Wenen, 14 februari 1953) is een Oostenrijks voormalig voetballer. Hij speelde als aanvaller. Na zijn actieve loopbaan stapte hij het trainersvak in.

## Clubcarrière
Krankl debuteerde op 17-jarige leeftijd als profvoetballer bij Rapid Wien. In het seizoen 1973/1974, 1976/1977 en 1977/1978 werd hij topscorer van de Oostenrijkse Bundesliga. Krankl speelde van 1978 tot 1981 bij FC Barcelona. In zijn eerste seizoen bij de Catalaanse club werd hij topscorer van de Primera División met 29 doelpunten. In hetzelfde jaar won de aanvaller met FC Barcelona de Europacup II. Na zijn terugkeer naar Oostenrijk in 1981 speelde Krankl nog voor Rapid Wien (1981-1986), Wiener Sport-Club (1986-1988) en Austria Salzburg (1988-1989). In 1982 en 1983 won hij met Rapid Wien het landskampioenschap.

## Interlandcarrière
Krankl maakte zijn debuut in het Oostenrijks nationaal elftal op woensdag 13 juni 1973, in het vriendschappelijke thuisduel tegen regerend wereldkampioen Brazilië (1-1). Hij vormde in dat duel een aanvalstrio met Willy Kreuz en Kurt Jara. In 1978 en 1982 nam hij met zijn land deel aan het wereldkampioenschap. In totaal speelde Krankl 69 interlands, waarin hij 34 doelpunten maakte. Op 30 april 1977 scoorde hij zes keer in een WK-kwalificatieduel tegen Malta in Salzburg. De overige drie treffers in de recorduitslag kwamen op naam van Josef Stering (2) en Hans Pirkner.